# Bulbophyllum bolsteri
Bulbophyllum bolsteri là một loài phong lan thuộc chi Bulbophyllum.